# 蟹圍
蟹圍（カニ囲い、かにがこい）是日本將棋的圍玉之一，用於居飛車及二枚落讓子局的二步突切定跡。

## 概說
蟹圍的歷史可以追溯到江戶時代，當時的三大定跡書之一，福島順喜的《將棋絹篩》便提及大橋流門人在二枚落戰局中使用蟹圍。組成蟹圍的手順通常為「▲7八金・▲6八銀・▲5八金・▲6九玉」，形成類似螃蟹的造型。蟹圍上部堅硬，但只需四手便能組好，因此常於居飛車急戰出現，無角交換的居飛車棒銀搭配蟹圍已經有定跡。此外，在矢倉戰中，後手通常先組出蟹圍，再逐漸演變為矢倉，因此有「蟹圍是矢倉小時候」（カニ囲いは矢倉の子供）一說。蟹圍也可以用於相振飛車，雖然比金無雙難組，但可以發展為右矢倉。在相居飛車戰中，蟹圍可與急戰矢倉並用，米長流急戰矢倉、英春流右四間飛車都用到蟹圍。
蟹圍的弱點是側面，特別是被打入飛車時較危險。解法是把玉將往左翼移動，逐漸築成矢倉。
在上手除去大駒的二枚落戰局中，常見推進3、4筋步兵的「二步突切定跡」，下手利用右翼取位，對上手造成壓迫，自陣則快速開啟角道並組出蟹圍。
| △上手 無▲下手 無 二步突切：▲3五步 | △上手 步▲下手 步 二步突切完成：▲3五銀 |

## 蟹罐圍
蟹罐圍（蟹罐囲い、カニカンがこい）是蟹圍少見不演化為矢倉的變形，知名度相當低。對側面進行補強，上部也算堅硬。手數為七手，可以視情況使用。
| 蟹罐圍 |